# 康俊 (東寺大仏師)
康俊（こうしゅん、生没年不明）は、南北朝時代に活躍した慶派の東寺大仏師。幸俊（こうしゅん）とも。

## 略歴
京都の慶派七条仏所の仏師で、運慶から第5世代（6代孫）に当たる。「東寺凡僧別当私引付」によれば、同時代の康誉は弟であると伝えられる。しかし康誉とは仏像製作の請負で競合するなど、稼業上はライバル関係にあったという説もある。
『大仏師系図』では、運助の弟子になったとされるが、淺湫毅はこの資料の内容の正確性を疑問視しており、師は不明として扱っている。その後、建武元年（1334年）頃から正平24年/応安2年（1369年）頃まで活躍したと見られる。弟子に康依がいる。
なお、かつては奈良の興福寺大仏師職にあった同名の仏師と混同されていたが、後の調査により別人と考えるのが有力となっている。詳細は康俊 (興福寺大仏師)#研究史。
しかし、正平の一統（1351年 - 1352年）で、南朝の実力者の文観房弘真が東寺長者に返り咲いた頃に、本項の康俊は東寺大仏師職に補任されたと考えられており、同名別人の康俊だけではなく、こちらの康俊も文観と何か繋がりがあったのではないか、という説もある。

## 作品
- 一鎮上人坐像（京都府京都市長楽寺蔵） - 建武元年（1334年）6月4日、「幸俊」名義[7]。重要文化財[8]。
- 木造釈迦如来坐像（岡山県妙圀寺蔵） - 正平13年/延文3年（1358年）[2]。重要文化財[9]。
- 金剛薩埵像（兵庫県圓教寺蔵） - 正平14年/延文4年（1359年）[2]。兵庫県指定文化財。
- 不動明王立像（兵庫県福祥寺（須磨寺）蔵） - 正平24年/応安2年（1369年）[1]。兵庫県指定文化財。

## 関連文献
- 西村公朝 『運慶 仏像彫刻の革命』 新潮社<とんぼの本>、1997年 ISBN 978-4-1060-2054-4